# Hohndorf (Annaburg)
Hohndorf ist ein Ort im Landkreis Wittenberg in Sachsen-Anhalt (Deutschland).

## Geographische Lage
Hohndorf befindet sich etwa drei Kilometer nördlich von Prettin und ca. 28 Kilometer südöstlich der Lutherstadt Wittenberg.

## Geschichte
Der Ort wurde im Jahr 1159 von flämischen Siedlern gegründet, welche durch Markgraf Albrecht der Bär in die Gegend gerufen wurden. Die ehemalige Ortsbezeichnung „Hoendorph“ wird aufgrund der Lage des Ortes auf einer Anhöhe zurückgeführt. Die Schule und auch die Kirche wurden auf Anregung und Stiftung der damaligen Kurfürstin Hedwig erstmals im Jahr 1620 errichtet. In Hohndorf befand sich eine Bahnstation der Prettin-Annaburger Kleinbahn. 1974 wurde der Ort nach Prettin eingemeindet und gehört seit dem 1. Januar 2011 als Ortsteil zur Stadt Annaburg.

## Kultur und Sehenswürdigkeiten
Die Kirche in Hohndorf aus dem Jahr 1885 befindet sich südwestlich versetzt vom Dorfkern an der Hauptstraße. Der Backsteinbau ist Nachfolger einer erstmals 1620 errichteten evangelischen Kirche, deren Ausstattung zum Teil übernommen wurde.

## Freizeit und Tourismus
In der Nähe des Ortes führt der etwa 1220 Kilometer lange Elberadweg vorbei. Für das kulturelle Leben sind die Freiwillige Feuerwehr und der Feuerwehrverein im Ort prägend.